# Wohnungsbauprämie
Die 1952 eingeführte Wohnungsbauprämie (WoP) ist eine staatliche Subvention in Deutschland. Sie ist gemeinsam mit der Arbeitnehmersparzulage ein wesentliches Element der Förderung des Bausparens und der Vermögensbildung. Früher waren die Eigenheimzulage und das Baukindergeld weitere Säulen der Wohnungsbauförderung.

## Gründe für die Einführung der Wohnungsbauprämie
Zu den zentralen Konzepten der Sozialen Marktwirtschaft gehört die Förderung der Vermögensbildung der ärmeren Haushalte, um eine gleichmäßigere Vermögensverteilung zu erreichen. Seine Vorstellung der breiten Vermögensbildung begründete Ludwig Erhard wie folgt: „Wenn schon mit der Entfaltung der modernen Technik eine Konzentration der Produktionsmittel unvermeidlich ist, dann muß diesem Prozeß ein bewußter und aktiver Wille zu einem breitgestreuten, aber echten Miteigentum an jenem volkswirtschaftlichen Produktivkapital entgegengesetzt werden.“ Gefördert werden sollte die Ersparnisbildung von Arbeitnehmern und eben die Bildung von selbstgenutztem Wohnungseigentum durch Eigenheimzulage und Wohnungsbauprämie. Diese Fördermaßnahmen sollten auch dem Erhalt des Sozialen Friedens dienen. Dem früheren Bundeskanzler Konrad Adenauer wird die Aussage zugeschrieben, dass „Hausbesitzer keine Revolution machen“.
Neben dieser sozialpolitischen Motivation war auch die Beseitigung des Wohnraummangels, der nach dem Zweiten Weltkrieg herrschte, ein Motiv für die Einführung einer Förderung selbstgenutzten Wohneigentums.

## Prämienberechtigte
Anspruch auf Wohnungsbauprämie haben gemäß Wohnungsbau-Prämiengesetz alle in Deutschland unbeschränkt steuerpflichtigen Personen ab 16 Jahren (Vollwaisen unabhängig vom Alter), wenn sie prämienbegünstigte Aufwendungen leisten und die Einkommensgrenzen nicht überschreiten.

## Prämienbegünstigte Aufwendungen
Als Aufwendungen zur Förderung des Wohnungsbaus sind begünstigt (§ 2 WoPG):
- Beiträge an Bausparkassen, nicht jedoch zulagenbegünstigte vermögenswirksame Leistungen
- Aufwendungen für den ersten Erwerb von Anteilen an Bau- und Wohnungsgenossenschaften
- Beiträge zu Sparverträgen. Die eingezahlten Sparbeiträge und die Prämien müssen zum Bau oder Erwerb selbst genutzten Wohneigentums (oder zum Erwerb eines eigentumsähnlichen Dauerwohnrechts) verwendet werden
- Beiträge nach der Art von Sparverträgen, die mit Wohnungs- und Siedlungsunternehmen zum Zwecke einer Kapitalansammlung abgeschlossen werden. Die eingezahlten Beiträge und die Prämien müssen zum Bau oder Erwerb selbst genutzten Wohneigentums (bzw. eines eigentumsähnlichen Dauerwohnrechts) verwendet werden.

## Prämienbegünstigte Beiträge, Einkommensgrenzen
Grundsätzlich beträgt die Prämie 10 % der folgenden Aufwendungen, sofern diese im Kalenderjahr mindestens 50 € betragen (außer vermögenswirksamen Leistungen, für die Anspruch auf Arbeitnehmer-Sparzulage besteht) (§ 3 Abs. 1 WoPG). Berücksichtigt werden
- sämtliche auf den Vertrag eingezahlte Beträge (laufende sowie einmalige Zahlungen),
- Guthabenzinsen auf das Bausparguthaben, soweit diese nicht zusammen mit dem Bausparguthaben die Bausparsumme übersteigen.

Je Kalenderjahr werden jedoch maximal Aufwendungen in Höhe von 700 € (Einzelperson) bzw. 1400 € (Ehepaar) bezuschusst, sodass die jährliche Höchstprämie bei 70 € bzw. 140 € liegt (§ 3 Abs. 2 WoPG). Die Prämie wird vom Finanzamt an die Bausparkasse überwiesen und dem Bausparkonto gutgeschrieben.
Personen, deren zu versteuerndes Einkommen im Sparjahr 35.000 € (Alleinstehende) bzw. 70.000 € (für zusammenveranlagte Ehegatten/Lebenspartner) übersteigt, haben keinen Anspruch auf Wohnungsbauprämie (§ 2a WoPG). Bei der Ermittlung des zu versteuernden Einkommens sind in diesem Fall Kapitalerträge nicht anzusetzen und etwaige Kinderfreibeträge abzuziehen.
Zum 1. Januar 2021 wurden diese Richtwerte angehoben. Die folgende Tabelle stellt die aktuellen und die bisherigen Werte gegenüber.
|                                      | 1. Januar 2002 bis 31. Dezember 2003 | 1. Januar 2002 bis 31. Dezember 2003 | 1. Januar 2004 bis 31. Dezember 2020 | 1. Januar 2004 bis 31. Dezember 2020 | Ab 1. Januar 2021 | Ab 1. Januar 2021 |
|                                      | Einzelpersonen                       | Ehepaare                             | Einzelpersonen                       | Ehepaare                             | Einzelpersonen    | Ehepaare          |
| ------------------------------------ | ------------------------------------ | ------------------------------------ | ------------------------------------ | ------------------------------------ | ----------------- | ----------------- |
| Prämienhöhe                          | 10,0 % p. a.                         | 10,0 % p. a.                         | 8,8 % p. a.                          | 8,8 % p. a.                          | 10,0 % p. a.      | 10,0 % p. a.      |
| Maximal bezuschusste Aufwendungen    | 512,00 €                             | 1.024,00 €                           | 512,00 €                             | 1.024,00 €                           | 700 €             | 1.400 €           |
| Maximale Prämie                      | 51,20 €                              | 102,40 €                             | 45,06 €                              | 90,11 €                              | 70 €              | 140 €             |
| Maximales zu versteuerndes Einkommen | 25.600,00 €                          | 51.200,00 €                          | 25.600,00 €                          | 51.200,00 €                          | 35.000 €          | 70.000 €          |

## Bausparverträge ohne wohnungswirtschaftliche Verwendung
Der Anspruch auf Wohnungsbauprämie bleibt für seit dem 1. Januar 2009 abgeschlossene Verträge auch ohne wohnungswirtschaftliche Verwendung der Bausparbeiträge, wenn
1. der Bausparer bei Vertragsabschluss noch nicht das 25. Lebensjahr vollendet hatte und frühestens sieben Jahre nach Vertragsabschluss über die Bausparsumme verfügt. Jeder Bausparer kann nur einmal über einen vor Vollendung des 25. Lebensjahres abgeschlossenen Bausparvertrag ohne wohnungswirtschaftliche Verwendung prämienunschädlich verfügen.
2. der Bausparer oder sein von ihm nicht dauernd getrennt lebender Ehegatte nach Vertragsabschluss gestorben oder erwerbsunfähig geworden ist oder
3. der Bausparer nach Vertragsabschluss arbeitslos geworden ist und die Arbeitslosigkeit mindestens ein Jahr lang ununterbrochen bestanden hat und im Zeitpunkt der vorzeitigen Verfügung noch besteht.

Der Anspruch auf Wohnungsbauprämie ist in solchen Fällen auf die letzten sieben Sparjahre bis zu der Verfügung beschränkt.
Bei vor dem 1. Januar 2009 abgeschlossenen Verträgen, in denen noch vor 2009 mindestens eine Sparrate eingezahlt wurde, ändert sich nichts.

## Kosten der Wohnungsbauprämie
Laut § 7 WoPG trägt der Bund die Kosten für die Wohnungsbauprämie in voller Höhe. Nachfolgend sind die in den letzten Jahren tatsächlich angefallenen Gesamtkosten tabellarisch aufgelistet.
| Jahr | Ausgaben in Mio. € |
| ---- | ------------------ |
| 2007 | 453,3              |
| 2008 | 458,1              |
| 2009 | 440,1              |
| 2010 | 514,5              |
| 2011 | 434,7              |
| 2012 | 385,6              |
| 2013 | 357,5              |
| 2014 | 341,7              |
| 2015 | 379,0              |
| 2016 | 223,1              |
| 2017 | 183,2              |
| 2018 | 162,1              |
| 2019 | 164,3              |
| 2020 | 160,6              |

## Rechtsquellen
- Text des Wohnungsbau-Prämiengesetzes
- Text der Verordnung zur Durchführung des Wohnungsbau-Prämiengesetzes